# HSG Lok HfV Dresden
Die HSG Lok HfV Dresden, oder abgekürzt Lok HfV Dresden, war die Hochschulsportgemeinschaft der Hochschule für Verkehrswesen in Dresden und gehörte dieser bis zur Auflösung der HfV im Jahre 1992 an. Einige Sektionen der HSG wurden zwischen 1990 und 1992 aufgelöst, andere wechselten zur HTW Dresden (z. B. Orientierungslauf).
Die HSG, die 1952 als „HSG Wissenschaft HfV Dresden“ gegründet worden war, war insbesondere im Badminton erfolgreich. Diese 1959 gegründete Sektion wurde 1978 zum DDR-Leistungszentrum für Federball erklärt, nachdem wichtige Oberligaspieler der SG Gittersee zur HSG delegiert worden waren. Mit der HSG TU Dresden gab es in der Stadt noch eine weitere bei landesweiten Titelkämpfen erfolgreiche Hochschulsportgemeinschaft.

## Sportliche Erfolge

### Badminton

#### Nationale Titel
| Saison    | Veranstaltung                    | Disziplin    | Sportler |
| --------- | -------------------------------- | ------------ | --- |
| 1976/1977 | DDR-Einzelmeisterschaft          | Dameneinzel  | Monika Cassens (Lok HfV Dresden)                                                                            |
| 1977/1978 | DDR-Einzelmeisterschaft          | Dameneinzel  | Monika Cassens (Lok HfV Dresden)                                                                            |
| 1977/1978 | DDR-Einzelmeisterschaft          | Damendoppel  | Monika Cassens / Astrit Schreiber (Lok HfV Dresden / Fortschritt Hohenstein-Ernstthal)                      |
| 1978/1979 | DDR-Einzelmeisterschaft          | Mixed        | Edgar Michalowski / Monika Cassens (Einheit Greifswald / Lok HfV Dresden)                                   |
| 1978/1979 | DDR-Einzelmeisterschaft          | Dameneinzel  | Monika Cassens (Lok HfV Dresden)                                                                            |
| 1978/1979 | DDR-Einzelmeisterschaft          | Damendoppel  | Monika Cassens / Angela Michalowski (Lok HfV Dresden / Einheit Greifswald)                                  |
| 1979/1980 | DDR-Einzelmeisterschaft          | Mixed        | Edgar Michalowski / Monika Cassens (Einheit Greifswald / Lok HfV Dresden)                                   |
| 1979/1980 | DDR-Einzelmeisterschaft          | Dameneinzel  | Monika Cassens (Lok HfV Dresden)                                                                            |
| 1979/1980 | DDR-Einzelmeisterschaft          | Damendoppel  | Monika Cassens / Angela Michalowski (Lok HfV Dresden / Einheit Greifswald)                                  |
| 1980/1981 | DDR-Einzelmeisterschaft          | Dameneinzel  | Monika Cassens (Lok HfV Dresden)                                                                            |
| 1980/1981 | DDR-Einzelmeisterschaft          | Mixed        | Edgar Michalowski / Monika Cassens (Einheit Greifswald / Lok HfV Dresden)                                   |
| 1980/1981 | DDR-Einzelmeisterschaft          | Damendoppel  | Monika Cassens / Ilona Michalowsky (Lok HfV Dresden / Einheit Greifswald)                                   |
| 1981/1982 | DDR-Einzelmeisterschaft          | Mixed        | Edgar Michalowski / Monika Cassens (Einheit Greifswald / Lok HfV Dresden)                                   |
| 1981/1982 | DDR-Einzelmeisterschaft          | Dameneinzel  | Monika Cassens (Lok HfV Dresden)                                                                            |
| 1981/1982 | DDR-Einzelmeisterschaft          | Damendoppel  | Monika Cassens / Ilona Michalowsky (Lok HfV Dresden / Einheit Greifswald)                                   |
| 1982/1983 | DDR-Studentenmeisterschaft       | Mixed        | Andreas Benz / Ilona Ryk (Lok HfV Dresden / Ernst-Moritz-Arndt-Universität Greifswald – Einheit Greifswald) |
| 1982/1983 | DDR-Einzelmeisterschaft          | Dameneinzel  | Monika Cassens (Lok HfV Dresden)                                                                            |
| 1982/1983 | DDR-Studentenmeisterschaft       | Herrendoppel | Andreas Benz / Hans Sossna (Lok HfV Lok Dresden)                                                            |
| 1982/1983 | DDR-Einzelmeisterschaft          | Damendoppel  | Monika Cassens / Petra Michalowsky (Lok HfV Dresden / Einheit Greifswald)                                   |
| 1983/1984 | DDR-Einzelmeisterschaft          | Damendoppel  | Monika Cassens / Petra Michalowsky (Lok HfV Dresden / Einheit Greifswald)                                   |
| 1984/1985 | DDR-Studentenmeisterschaft       | Herrendoppel | Andreas Benz / Martin Schiedt (HfV Dresden / TU Dresden)                                                    |
| 1984/1985 | DDR-Einzelmeisterschaft          | Dameneinzel  | Monika Cassens (Lok HfV Dresden)                                                                            |
| 1984/1985 | DDR-Seniorenmeisterschaft AK II  | Herreneinzel | Joachim Köstler (Lok HfV Dresden)                                                                           |
| 1984/1985 | DDR-Studentenmeisterschaft       | Herreneinzel | Andreas Benz (HfV Dresden)                                                                                  |
| 1984/1985 | DDR-Einzelmeisterschaft          | Damendoppel  | Monika Cassens / Petra Michalowsky (Lok HfV Dresden / Einheit Greifswald)                                   |
| 1985/1986 | DDR-Einzelmeisterschaft          | Damendoppel  | Birgit Kämmer / Angela Michalowski (Lok HfV Dresden / Einheit Greifswald)                                   |
| 1986/1987 | DDR-Einzelmeisterschaft          | Damendoppel  | Monika Cassens / Petra Michalowsky (Lok HfV Dresden / Einheit Greifswald)                                   |
| 1986/1987 | DDR-Einzelmeisterschaft          | Mixed        | Thomas Mundt / Monika Cassens (Einheit Greifswald / Lok HfV Dresden)                                        |
| 1986/1987 | DDR-Einzelmeisterschaft          | Dameneinzel  | Monika Cassens (Lok HfV Dresden)                                                                            |
| 1987/1988 | DDR-Einzelmeisterschaft          | Mixed        | Thomas Mundt / Monika Cassens (Einheit Greifswald / Lok HfV Dresden)                                        |
| 1987/1988 | DDR-Einzelmeisterschaft          | Dameneinzel  | Monika Cassens (Lok HfV Dresden)                                                                            |
| 1987/1988 | DDR-Einzelmeisterschaft          | Damendoppel  | Monika Cassens / Petra Michalowsky (Lok HfV Dresden / Einheit Greifswald)                                   |
| 1988/1989 | DDR-Einzelmeisterschaft AK 16/17 | Herreneinzel | Dirk Otto (Lok HfV Dresden)                                                                                 |
| 1988/1989 | DDR-Einzelmeisterschaft AK 16/17 | Herrendoppel | Dirk Otto / Gerald Hempel (Lok HfV Dresden / SG Gittersee)                                                  |
| 1988/1989 | DDR-Einzelmeisterschaft          | Damendoppel  | Monika Cassens / Petra Michalowsky (Lok HfV Dresden / Einheit Greifswald)                                   |
| 1989/1990 | DDR-Einzelmeisterschaft          | Damendoppel  | Monika Cassens / Petra Michalowsky (Lok HfV Dresden / Einheit Greifswald)                                   |

#### Vizemeistertitel
| Saison    | Veranstaltung                    | Disziplin    | Sportler |
| --------- | -------------------------------- | ------------ | --- |
| 1966/1967 | DDR-Studentenmeisterschaft       | Damendoppel  | Christa Boettcher / Anke Susemihl (TU Dresden / HfV Dresden) |
| 1976/1977 | DDR-Einzelmeisterschaft          | Damendoppel  | Monika Cassens / Christel Sommer (Lok HfV Dresden / DHfK Leipzig) |
| 1976/1977 | DDR-Einzelmeisterschaft          | Mixed        | Claus Cassens / Monika Cassens (Lok HfV Dresden) |
| 1980/1981 | DDR-Studentenmeisterschaft       | Mixed        | Andreas Benz / Dagmar Friedrich (TU Dresden – Lok HfV Dresden) |
| 1980/1981 | DDR-Studentenmeisterschaft       | Herrendoppel | Michael Huber / Matthias Schmidt (FS Geodäsie Dresden – Lok HfV Dresden / TU Dresden – Kühlautomat Berlin)                                                              |
| 1980/1981 | DDR-Studentenmeisterschaft       | Dameneinzel  | Dagmar Friedrich (TU Dresden – Lok HfV Dresden) |
| 1980/1981 | DDR-Mannschaftsmeisterschaft     | Mannschaft   | Lok HfV Dresden (Andreas Benz, Steffen Körbitz, Dieter Krompaß, Hans Sossna, Joachim Völker, Claus Cassens, Monika Cassens, Angelika Neubert, Dagmar Friedrich)         |
| 1980/1981 | FDGB-Pokal                       | Mannschaft   | Lok HfV Dresden |
| 1981/1982 | DDR-Mannschaftsmeisterschaft     | Mannschaft   | Lok HfV Dresden (Andreas Benz, Claus Cassens, Joachim Völker, Steffen Körbitz, Dieter Krompaß, Dagmar Friedrich, Monika Cassens)                                        |
| 1982/1983 | DDR-Einzelmeisterschaft          | Mixed        | Edgar Michalowski / Monika Cassens (Einheit Greifswald / Lok HfV Dresden)                                                                                               |
| 1982/1983 | DDR-Studentenmeisterschaft       | Mixed        | Hans Sossna / Petra Cibis (Lok HfV Lok Dresden) |
| 1982/1983 | DDR-Studentenmeisterschaft       | Herreneinzel | Andreas Benz (Lok HfV Lok Dresden) |
| 1982/1983 | DDR-Mannschaftsmeisterschaft     | Mannschaft   | Lok HfV Dresden (Andreas Benz, Claus Cassens, Joachim Völker, Steffen Körbitz, Michael Huber, Dieter Krompaß, Hans Sossna, Monika Cassens, Dagmar Friedrich)            |
| 1983/1984 | DDR-Mannschaftsmeisterschaft     | Mannschaft   | Lok HfV Dresden (Andreas Benz, Steffen Körbitz, Hans Sossna, Joachim Völker, Claus Cassens, Dieter Krompaß, Sven Hauswald, Monika Cassens, Birgit Harder, Monika Geier) |
| 1983/1984 | FDGB-Pokal                       | Mannschaft   | Lok HfV Dresden |
| 1983/1984 | DDR-Einzelmeisterschaft          | Dameneinzel  | Monika Cassens (Lok HfV Dresden) |
| 1984/1985 | DDR-Einzelmeisterschaft AK 10/11 | Mixed        | Ulrich Henatsch / Peggy Richter (Lok HfV Dresden / Fortschritt Tröbitz)                                                                                                 |
| 1984/1985 | DDR-Mannschaftsmeisterschaft     | Mannschaft   | Lok HfV Dresden (Andreas Benz, Michael Huber, Claus Cassens, Joachim Völker, Monika Cassens, Dagmar Friedrich)                                                          |
| 1984/1985 | DDR-Einzelmeisterschaft AK 10/11 | Herrendoppel | Volker Hempel / Ulrich Henatsch (SG Gittersee / Lok HfV Dresden) |
| 1985/1986 | DDR-Einzelmeisterschaft          | Mixed        | Thomas Mundt / Monika Cassens (Einheit Greifswald / Lok HfV Dresden) |
| 1986/1987 | DDR-Einzelmeisterschaft AK 14/15 | Herreneinzel | Dirk Otto (Lok HfV Dresden) |
| 1986/1987 | DDR-Einzelmeisterschaft AK 14/15 | Herrendoppel | Dirk Otto / Marcus Hampel (Lok HfV Dresden / Fortschritt Tröbitz) |
| 1986/1987 | DDR-Mannschaftsmeisterschaft     | Mannschaft   | Lok HfV Dresden (Andreas Benz, Michael Huber, Joachim Völker, Claus Cassens, Steffen Körbitz, Monika Cassens, Birgit Harder)                                            |
| 1986/1987 | FDGB-Pokal                       | Mannschaft   | Lok HfV Dresden |
| 1986/1987 | DDR-Einzelmeisterschaft AK 14/15 | Mixed        | Dirk Otto / Barbara Kühmstedt (Lok HfV Dresden / Einheit Greifswald) |
| 1987/1988 | FDGB-Pokal                       | Mannschaft   | Lok HfV Dresden |
| 1987/1988 | DDR-Mannschaftsmeisterschaft     | Mannschaft   | Lok HfV Dresden (Andreas Benz, Monika Cassens, Joachim Völker, Michael Huber, Steffen Körbitz, Claus Cassens, Birgit Harder)                                            |
| 1988/1989 | DDR-Mannschaftsmeisterschaft     | Mannschaft   | Lok HfV Dresden (Andreas Benz, Joachim Völker, Michael Huber, Steffen Körbitz, Lutz Jenke, Monika Cassens, Birgit Harder)                                               |
| 1989/1990 | DDR-Mannschaftsmeisterschaft     | Mannschaft   | Lok HfV Dresden (Lutz Jenke, Joachim Völker, Dirk Otto, Monika Cassens, Steffen Körbitz, Birgit Mengs, Michael Huber, Andreas Benz)                                     |

#### Dritte Plätze
| Saison    | Veranstaltung                    | Disziplin    | Sportler |
| --------- | -------------------------------- | ------------ | --- |
| 1964/1965 | DDR-Studentenmeisterschaft       | Herrendoppel | Rolf Schleußner / Jochen Deinert (HfV Dresden / TU Dresden) |
| 1965/1966 | DDR-Studentenmeisterschaft       | Mixed        | Rolf Schleußner / Christa Boettcher (HfV Dresden / TU Dresden) |
| 1966/1967 | DDR-Studentenmeisterschaft       | Mixed        | Manfred Willner / Karin Becke (HfV Dresden / Vekoma Bühlau -TU Dresden) |
| 1966/1967 | DDR-Studentenmeisterschaft       | Mixed        | Rolf Schleußner / Christa Boettcher (HfV Dresden / TU Dresden) |
| 1976/1977 | DDR-Seniorenmeisterschaft AK I   | Herrendoppel | Peter Uhlig / Eckbert Buchheim (Lok HfV Dresden) |
| 1977/1978 | DDR-Einzelmeisterschaft          | Mixed        | Edgar Michalowski / Monika Cassens (Einheit Greifswald / Lok HfV Dresden) |
| 1977/1978 | FDGB-Pokal                       | Mannschaft   | Lok HfV Dresden |
| 1978/1979 | FDGB-Pokal                       | Mannschaft   | Lok HfV Dresden |
| 1979/1980 | DDR-Mannschaftsmeisterschaft     | Mannschaft   | Lok HfV Dresden (Claus Cassens, Dieter Krompaß, Joachim Völker, Lutz Krompaß, Andreas Benz, Steffen Körbitz, Hans Sossna, Monika Cassens, Angelika Neubert, Dagmar Friedrich) |
| 1979/1980 | FDGB-Pokal                       | Mannschaft   | Lok HfV Dresden |
| 1979/1980 | DDR-Einzelmeisterschaft          | Herrendoppel | Steffen Körbitz / Andreas Benz (Lok HfV Dresden) |
| 1979/1980 | DDR-Einzelmeisterschaft          | Damendoppel  | Angelika Neubert / Dagmar Friedrich (Lok HfV Dresden) |
| 1980/1981 | DDR-Studentenmeisterschaft       | Herreneinzel | Andreas Benz (TU Dresden – Lok HfV Dresden) |
| 1981/1982 | DDR-Einzelmeisterschaft          | Damendoppel  | Birgit Kämmer / Dagmar Friedrich (Einheit Greifswald / Lok HfV Dresden) |
| 1981/1982 | FDGB-Pokal                       | Mannschaft   | Lok HfV Dresden |
| 1982/1983 | FDGB-Pokal                       | Mannschaft   | Lok HfV Dresden |
| 1982/1983 | DDR-Studentenmeisterschaft       | Herreneinzel | Michael Huber (Lok HfV Lok Dresden) |
| 1982/1983 | DDR-Studentenmeisterschaft       | Herrendoppel | Michael Huber / Matthias Schmidt (Lok HfV Dresden / Kühlautomat Berlin) |
| 1982/1983 | DDR-Einzelmeisterschaft          | Herrendoppel | Joachim Völker / Claus Cassens (Lok HfV Dresden) |
| 1982/1983 | DDR-Studentenmeisterschaft       | Damendoppel  | Ina Ulrich / Birgit Mengs (DHfK Leipzig / Lok HfV Dresden) |
| 1982/1983 | DDR-Einzelmeisterschaft          | Damendoppel  | Dagmar Friedrich / Michaela Junker (Lok HfV Dresden / EBT Berlin) |
| 1983/1984 | DDR-Einzelmeisterschaft          | Mixed        | Thomas Mundt / Monika Cassens (Einheit Greifswald / Lok HfV Dresden) |
| 1983/1984 | DDR-Einzelmeisterschaft          | Mixed        | Andreas Benz / Birgit Kämmer (Lok HfV Dresden / Einheit Greifswald) |
| 1984/1985 | DDR-Einzelmeisterschaft AK 12/13 | Herrendoppel | Andreas Malitz / Dirk Otto (Post Berlin / Lok HfV Dresden) |
| 1984/1985 | FDGB-Pokal                       | Mannschaft   | Lok HfV Dresden |
| 1984/1985 | DDR-Einzelmeisterschaft          | Mixed        | Thomas Mundt / Monika Cassens (Einheit Greifswald / Lok HfV Dresden) |
| 1984/1985 | DDR-Einzelmeisterschaft          | Herrendoppel | Steffen Körbitz / Andreas Benz (Lok HfV Dresden) |
| 1984/1985 | DDR-Einzelmeisterschaft          | Mixed        | Andreas Benz / Birgit Kämmer (Lok HfV Dresden / Einheit Greifswald) |
| 1985/1986 | DDR-Einzelmeisterschaft          | Herreneinzel | Michael Huber (Lok HfV Dresden) |
| 1985/1986 | DDR-Mannschaftsmeisterschaft     | Mannschaft   | Lok HfV Dresden (Andreas Benz, Michael Huber, Joachim Völker, Claus Cassens, Steffen Körbitz, Monika Cassens, Monika Geier)                                                   |
| 1985/1986 | DDR-Einzelmeisterschaft          | Mixed        | Andreas Benz / Birgit Kämmer (Lok HfV Dresden / Einheit Greifswald) |
| 1986/1987 | DDR-Einzelmeisterschaft          | Herreneinzel | Michael Huber (Lok HfV Dresden) |
| 1987/1988 | DDR-Einzelmeisterschaft AK 12/13 | Herrendoppel | Jens Meißner / René Harder (Medizin Luckau / Lok HfV Dresden) |
| 1987/1988 | DDR-Einzelmeisterschaft AK 14/15 | Damendoppel  | Rita Söhnel / Bettina Brettschneider (Turbine Großenhain / Lok HfV Dresden)                                                                                                   |
| 1988/1989 | DDR-Einzelmeisterschaft          | Herrendoppel | Andreas Benz / Joachim Schimpke (Lok HfV Dresden / Einheit Greifswald) |
| 1988/1989 | FDGB-Pokal                       | Mannschaft   | Lok HfV Dresden |
| 1988/1989 | DDR-Einzelmeisterschaft          | Dameneinzel  | Monika Cassens (Lok HfV Dresden) |
| 1988/1989 | DDR-Einzelmeisterschaft          | Mixed        | Thomas Mundt / Monika Cassens (Einheit Greifswald / Lok HfV Dresden) |
| 1989/1990 | DDR-Einzelmeisterschaft          | Dameneinzel  | Monika Cassens (Lok HfV Dresden) |
| 1989/1990 | DDR-Einzelmeisterschaft          | Herrendoppel | Joachim Völker / Andreas Benz (Lok HfV Dresden) |
| 1989/1990 | DDR-Einzelmeisterschaft          | Mixed        | Andreas Benz / Monika Cassens (Lok HfV Dresden) |

### Basketball

#### Vizemeistertitel
| Saison | Veranstaltung       | Disziplin        | Name            |
| ------ | ------------------- | ---------------- | --------------- |
| 1973   | DDR-Meisterschaften | Damen Mannschaft | Lok HfV Dresden |

#### Dritte Plätze
| Saison | Veranstaltung       | Disziplin        | Name                                                                    |
| ------ | ------------------- | ---------------- | ----------------------------------------------------------------------- |
| 1963   | DDR-Meisterschaften | Damen Mannschaft | Lok HfV Dresden                                                         |
| 1971   | DDR-Meisterschaften | Damen Mannschaft | Lok HfV Dresden (Ziegler/Borbe/Krätzschmar/Schmidt/Nolau/Stenker/Meier) |
| 1974   | DDR-Meisterschaften | Damen Mannschaft | Lok HfV Dresden                                                         |

### Orientierungslauf

#### Dritte Plätze
| Saison | Veranstaltung       | Disziplin            | Name                           |
| ------ | ------------------- | -------------------- | ------------------------------ |
| 1990   | DDR-Meisterschaften | Herren Einzel        | Heiko Gossel (Lok HfV Dresden) |
| 1990   | DDR-Meisterschaften | Herren Lange Strecke | Heiko Gossel (Lok HfV Dresden) |